# ボトリティス・シネレア
ボトリティス・シネレア（Botrytis cinerea）は、ボトリティス属に分類される糸状菌の一種。灰色かび病の原因となる病原菌であるとともに、老化した植物や植物残渣上で生育する腐生菌である。一方、特定の醸造用のブドウの果実に付着して代謝作用が働いたものは貴腐ワインの原料となる。

## 概要
ボトリティス・シネレアは世界的に分布しており、200種以上の果樹、野菜、花卉（かき）の果実、花弁、茎葉に灰色かび病を引き起こすことが知られている。
罹病植物やその残渣、発芽した菌核上に分生子を形成し、これが気流で運ばれて宿主の表面に接触することで感染する。表面に付着した分生子は発芽し、発芽管の先端に付着器が形成され、酵素などの働きで宿主の組織に侵入するものと考えられている。

## 貴腐菌
ボトリティス・シネレアが、特定の醸造用のブドウの果実に付着して代謝作用が働いたものを貴腐果といい、貴腐ワインの原料となることから本菌は貴腐菌とも呼ばれている。